# Xenasmataceae
The Xenasmataceae là một họ nấm thuộc bộ Polyporales.